# Polonia Music Festival
Das Polonia Music Festival ist eine Musik- und Kulturveranstaltung für die in Deutschland lebenden Polen. Mit drei Standorten in Hamburg (Barclays Arena), Frankfurt am Main (Jahrhunderthalle) sowie einer zweitägigen Veranstaltung in Oberhausen (Turbinenhalle) stellt es das größte polnische kulturelle Ereignis außerhalb Polens dar. Bei den Veranstaltungen treten die angesagtesten polnischen Künstler und Bands auf. Neben der Musik genießen die Besucher polnische Spezialitäten und Getränke.

## Geschichte und Line-Up
(Quelle:)

### 2015
Im Jahr 2015 fand das Polonia Musik Festival zum ersten Mal in der Turbinenhalle in Oberhausen statt. Zu den Hauptkünstlern zählten Michał Wiśniewski (Ich Troje), Weekend, Mateusz Mijal.

### 2016
Ein Jahr später wurde die Veranstaltung auf drei Bühnen ausgetragen. Auf der Rock/Pop-, Disco Polo- und Hip-Hop-Bühne traten Künstler auf wie: Doda, Stachursky, Big Cyc, Boys, Weekend, Sobota auf. Laut Veranstalter waren alle Tickets ausverkauft.

### 2017
Da das Festival in Oberhausen im Jahr 2016 ausverkauft war, fand es 2017 zum ersten Mal an zwei Tagen statt. Die Superstars in 2017 in Oberhausen waren Akcent, Cleo, Kamil Bednarek, Czadoman, Weekend, Liber, sowie viele andere.
Neben der Veranstaltung in Oberhausen, fand zum aller ersten Mal das Polonia Music Festival in Frankfurt am Main in der Jahrhunderthalle statt. Zur Eröffnung wurden Bajm, Weekend und Stachursky eingeladen.

### 2018
Neben den Veranstaltungen in Oberhausen und Frankfurt kam Hamburg als dritter Standort hinzu. Das Festival fand in der Barclaycard Arena statt, in welcher bereits  Künstler wie Beyonce, Bruno Mars oder Kiss ihre Konzerte spielten.
Die Top-Stars bei allen drei Festivals im Jahr 2018 waren: Bajm, Ich Troje, Kombi, Kamil Bednarek, Sławomir, Weekend, Akcent, Classic, sowie 15 andere.